# Julia de Castro
Julia de Castro (Ávila, 1984) es una música, actriz, cineasta, investigadora y performer española. Entre 2009 y 2019 lideró el proyecto musical De la Puríssima.
Como codirectora, debutó junto a Maria Gisèle Royo con la película On the go,con estreno internacional en Festival Internacional de Cine de Locarno, reconocida en 2023 con el Premio al Mejor Largometraje Español y Premio RCS a la Mejor Dirección del Festival Internacional de Cine de Gijón, Premio del Jurado en Festival Chéries-Chéris de París, Mención Especial del Jurado Joven del Festival Internacional de Cine de Locarno,y Mención Espiga Arco Iris de la Semana Internacional de Cine de Valladolid. En 2023, recibió la nominación a los Premios Feroz en la categoría de actriz de reparto por la serie Poquita fe.En 2024 su película On the go recibió el premio Panorama España del Festival Internacional de Cine de Las Palmas de Gran Canaria, el premio al mejor film internacional del Bellaria Film Festival y el premio a mejor película internacional del Transmutación Festival de Cine Contemporáneo de Ciudad de México.

## Trayectoria
Se licenció en Historia del arte por la Universidad Complutense de Madrid. Obtuvo el grado en Interpretación Textual por la Real Escuela Superior de Arte Dramático (RESAD) y se tituló en la especialidad de violín en el Conservatorio Profesional Arturo Soria de Madrid.

### Música
Se trasladó a Madrid para iniciar sus estudios como residente del Colegio Mayor Universitario San Juan Evangelista. En 2009 fundó el grupo musical De la Puríssima junto al contrabajista Miguel Rodrigáñez. El proyecto se inspiraba en el género musical y escénico del cuplé y del jazz. Participaron en el cabaret Pasión Española en la Exposición Universal de Shanghái de 2010.En 2015 publicaron su disco Virgen,que fue nominado a los Premios de la Música Independiente en la categoría de Mejor Álbum de Jazz ese mismo año. En 2017 actuaron en el Teatro de la Zarzuela de Madrid acompañados por el Cuarteto Quiroga. El proyecto finalizó en 2019 con el espectáculo de despedida Exhalación en los Teatros del Canal, en el marco del Festival de Otoño, que contó con Eva Luna García-Mauriño en la producción. De Castro fue nominada a los Premios Valle-Inclán de Teatro por este esta creación.
En 2020 publicó su primer disco en solitario, La historiadora, producido por Camilo Lara del Instituto Mexicano de Sonido, con colaboración del guitarrista flamenco Paco Soto y Joey Burns del grupo Calexico. El trabajo supuso una exploración de la electrónica y de géneros musicales como el mariachi o el bolero. Presentó el proyecto en el Teatro de La Abadía de Madrid, el Festival Inverfest de Madrid, el Festival Actual de Logroño o el Círculo de Bellas Artes de Madrid.

### Investigación
Entre 2017 y 2018 fue becada por la Academia de España en Roma por su proyecto de investigación sobre La rettorica delle puttane de Ferrante Palavicino, un texto renacentista a partir del cual generó una instalación y un libro de fotografías y textos como réplica al testimonio de Palavicino, editado por la editorial La Fábrica.
En 2023 participó como artista invitada en el ciclo Jano y lo bonito de abrir puertas, un proyecto de Acción Cultural Española, entre la Academia de España en Roma y la Escuela de Artes y Oficios y el Museo de Artes Aplicadas de Toledo.

### Actuación
En paralelo a su carrera musical y a la investigación ha participado como actriz en diversos proyectos. Trabajó en Las rusas, escrita, dirigida y coprotagonizada por Ana Morgade, en el Teatro Infanta Isabel en 2013. En 2014 coprotagonizó junto a Bimba Bosé Antipasti, un espectáculo musical a partir de canciones de Mina, Adriano Celentano o Renato Carosone, dirigido por David Priego y estrenado en el Teatro Nuevo Apolo. A las órdenes de Carlota Ferrer en la dirección de escena y de José Manuel Mora en la dramaturgia estrenó las obras Esto no es la casa de Bernarda Alba, estrenada en Teatros del Canal en 2017, Los cuerpos perdidos, estrenada en el Teatro Español en 2018, El último rinoceronte blanco, estrenada en Teatros del Canal en 2019 y Los nadadores diurnos (Salón de belleza), estrenada en las Naves del Español en 2023. Con María Folguera en la dirección y dramaturgia formó parte del elenco de Hilo debajo del agua en 2009, de La guerra según Santa Teresa, estrenada en 2018 en el Festival de Otoño y de Elena Fortún, estrenada en el Centro Dramático Nacional en 2020. Folguera se inspiró en su amistad para escribir la novela Hermana (Placer), que ambas presentaron en una performance en el Teatro del Barrio de Madrid y en el Festival Cuéntalo de Logroño en 2021. Interpretó La distancia de Juan Mayorga, dirigida por Noemi Rodríguez y Andrea Jiménez, en una producción del Centro Dramático Nacional en 2020. Como actriz en proyectos audiovisuales participó en la serie de HBO En casa, dirigida por Paula Ortiz en 2020, año en el que también participó en el videoclip de C. Tangana Demasiadas mujeres. En 2023 estrenó dos trabajos como actriz: la serie de Movistar Poquita fe, dirigida por Pepón Montero y Juan Maidagán, que le valió su primera nominación a los Premios Feroz en la categoría de actriz de reparto, y la película Teresa, dirigida por Paula Ortiz. En 2024 participó en la película La virgen roja, dirigida por Paula Ortiz. En 2025 volvió a formar parte del elenco de Poquita fe en el rodaje de la segunda temporada de la serie.

### Creación audiovisual
En 2015 creó junto al director Javier Giner el falso documental De la Puríssima, anatomía de una criminal, como creadora de la idea original e intérprete. En 2023, codirigió junto a Maria Gisèle Royo la película On the go, además de coprotagonizarla junto a Omar Ayuso, Manuel de Blas, Chacha Huang, el grupo Derby Motoreta's Burrito Kachimba o la bailarina Patricia Caballero. La película fue seleccionada para participar en festivales como el Festival Internacional de Cine de Locarno, el Adelaide Film Festival, el Vancouver International Film Festival, el Festival de Cine de Sevilla o la Seminci de Valladolid. Obtuvo el Premio al Mejor Largometraje Español y Premio RCS a la Mejor Dirección del Festival Internacional de Cine de Gijón, el Premio del Jurado en  Festival Chéries-Chéris de París, la Mención Especial del Jurado Joven del Festival Internacional de Cine de Locarno y la Mención Espiga Arco Iris de la Seminci de Valladolid. Ese mismo año creó una pieza audiovisual, Aprender a sangrar, para la galería de arte madrileña Arniches 26.

### Comunicación
De Castro colabora quincenalmente en el programa Que parezca un accidente de Radio 3.

## Reconocimientos
En 2023, su película On the go recibió el Premio al Mejor Largometraje Español. Además, con la misma obra, De Castro fue galardonada con el Premio RCS a la Mejor Dirección del Festival Internacional de Cine de Gijón, con el Premio del Jurado en Festival Chéries-Chéris de París. Además, obtuvo la Mención Especial del Jurado Joven del Festival Internacional de Cine de Locarnoy la Mención Espiga Arco Iris de la Semana Internacional de Cine de Valladolid. También en 2023, De Castro fue nominada a los Premios Feroz en la categoría de actriz de reparto por la serie Poquita fe.En 2024 su película On the go recibió el premio Panorama España del Festival Internacional de Cine de Las Palmas de Gran Canaria,el premio al mejor film internacional del Bellaria Film Festivaly el premio a mejor film internacional del festival Transmutación en Ciudad de México.